# Cercle de Valeriepieris

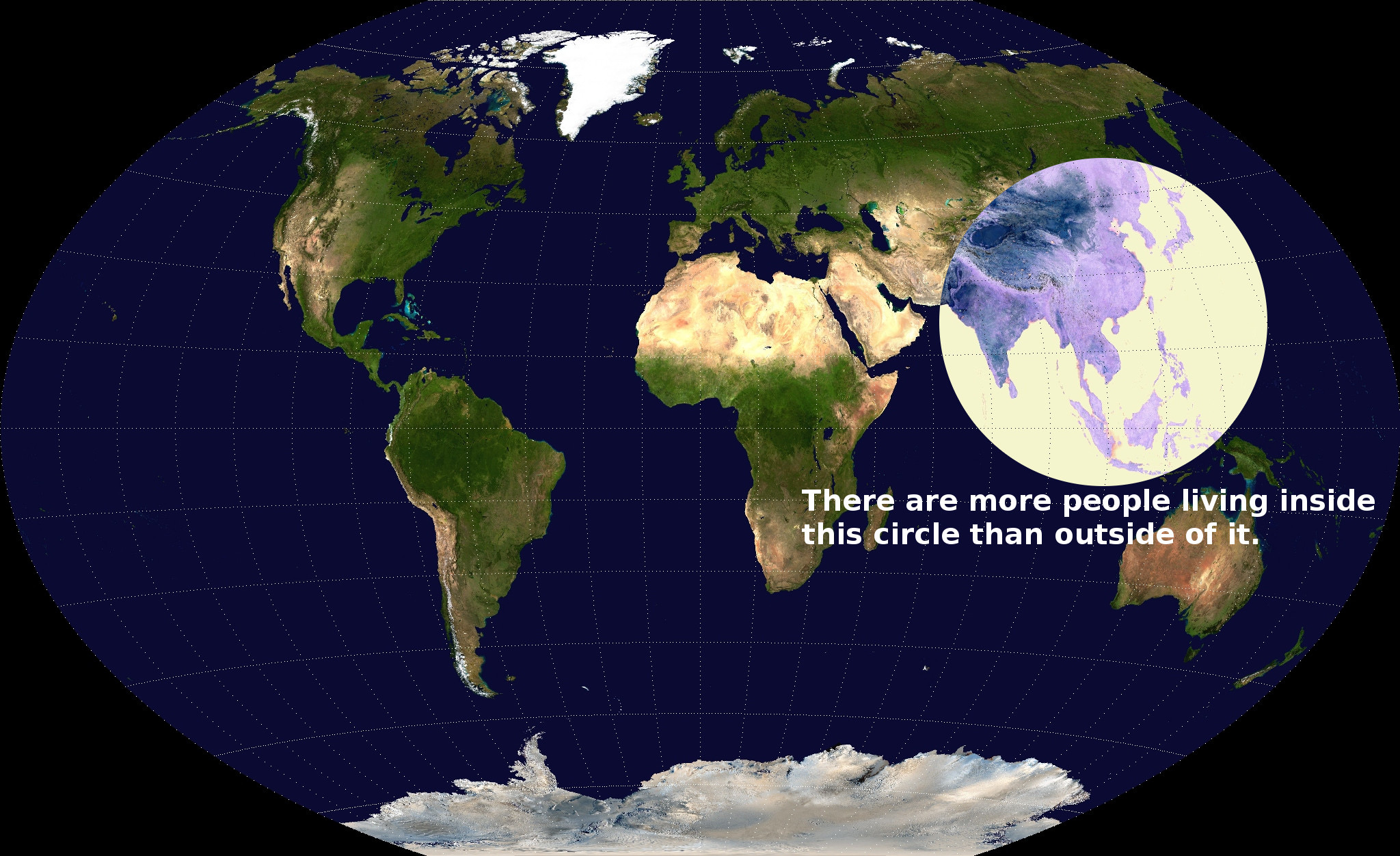
El mapa original de 2013 de Ken Myers, amb l'interior del cercle en negatiu.

El cercle de Valeriepieris és una figura dibuixada a la superfície de la Terra en l'interior de la qual viu més del 50% de la població mundial. El concepte es va popularitzar en un principi per un mapa publicat a Reddit el 2013, fet per un professor d'ESL (l'equivalent a l'ESO) de Texas anomenat Ken Myers. El seu nom d'usuari al lloc web va donar nom a la figura. El cercle original de Myers cobreix només al voltant del 10% de la superfície total de la Terra, amb un radi d'uns 4.000 km, centrat al mar de la Xina Meridional. El mapa es va convertir en un mem d'internet popular i va aparèixer a nombrosos mitjans de comunicació. El mapa original de Myers utilitza la projecció de Winkel-Tripel, la qual cosa significa que el seu cercle, com que no s'havia ajustat a la projecció, no correspon a un cercle en la superfície d'una esfera.

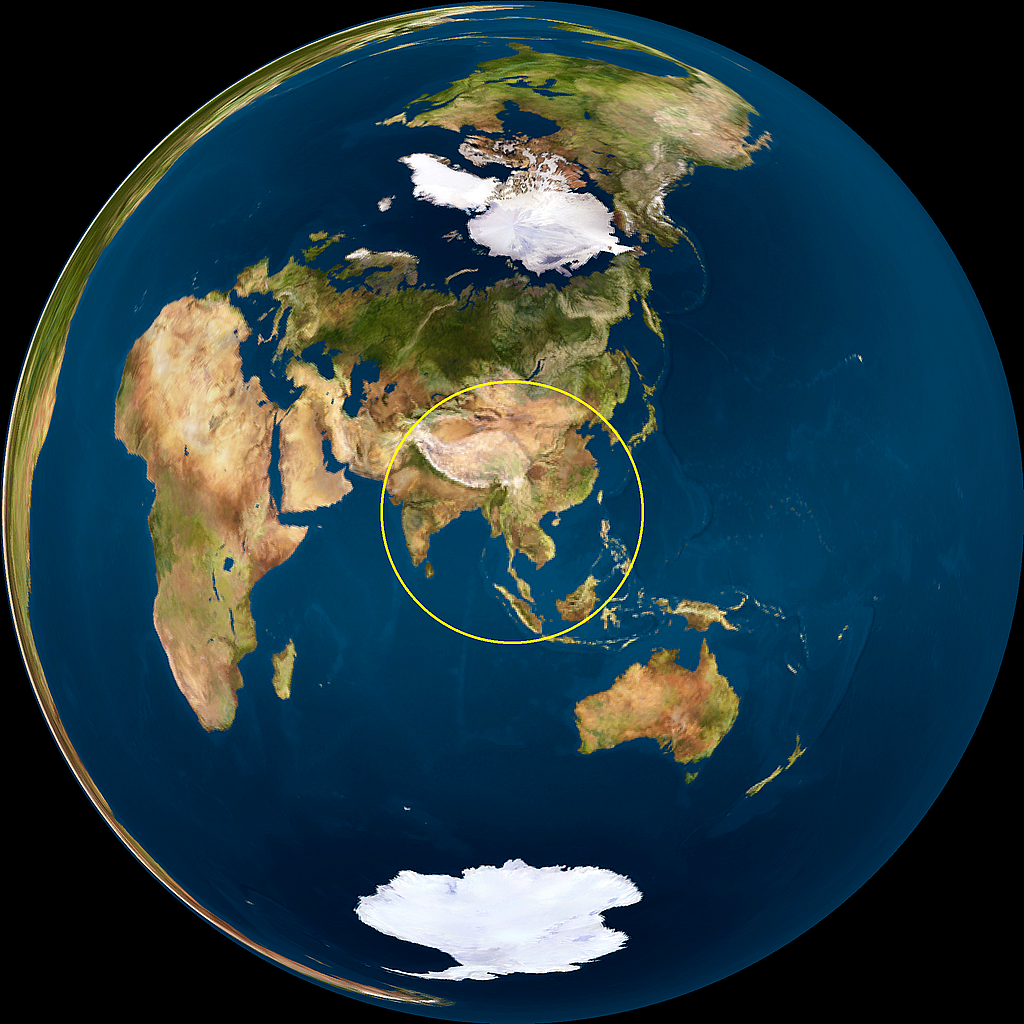
El cercle de Danny Quah de 2015, en una projecció azimutal: la fracció de l'àrea del cercle corresponent a la del globus és igual al seu equivalent a la Terra.

L'any 2015, el professor de Singapur Danny Quah, amb l'ajuda de Ken Teoh, va verificar l'afirmació original de Myers, a més de presentar un nou cercle molt més petit centrat al municipi de Mong Khet, a Myanmar, amb un radi de 3.300 km. De fet, Quah va afirmar que aquest cercle era el més petit possible, ja que s'havia produït a partir de càlculs més rigorosos i dades actualitzades, a més de ser un cercle adequat a la superfície de la Terra.
El 2022, Riaz Shah, professor de la Hult International Business School, va tornar a posar a prova el cercle original de Myers. Shah va utilitzar dades recentment publicades de les previsions demogràfiques mundials  de l'Organització de les Nacions Unides per a estimar que 4.200 milions de persones vivien dins del cercle l'any 2022, d'una població humana total de 8.000 milions.
El cercle de Valeriepieris està densament poblat, atès que un terç del cercle és mar. A més, el cercle inclou les regions desolades de Sibèria, Mongòlia (el país menys densament poblat del món) i l'Himàlaia.
La idea de Myers s'ha formalitzat i es pot definir un cercle de Valeriepieris per a qualsevol àrea espacial, com un sol país. Aquests cercles generalitzats de Valeriepieris es poden utilitzar per a estudiar els canvis de població al llarg del temps, la reducció dimensional i mesurar la centralització de la població. Hi ha disponible un paquet Python per calcular els cercles de Valeriepieris.